# Monolena
Monolena es un género  de plantas fanerógamas pertenecientes a la familia Melastomataceae. Comprende 18 especies descritas y de estas, solo 8 aceptadas. Se distribuye desde Mesoamérica hasta Perú y Brasil.

## Descripción
Son hierbas perennes, terrestres, epifíticas o litofíticas, en su mayoría acaules con rizomas escamosos carnosos y un sistema radicular fibroso. Hojas de un mismo par marcadamente desiguales, las más pequeñas caducas, las más grandes típicamente pecioladas; láminas con 3-11 nervaduras primarias, las nervaduras todas basalmente divergiendo entre sí (nervias) o todas divergiendo de la vena media en uno o más puntos encima de la base (plinervias). Flores cortamente pediceladas, 5-meras en una cima escorpioide bracteada o en escapos de 1 flor frecuentemente agrupados al final de un pedúnculo alargado; brácteas de la inflorescencia frecuentemente translúcidas, foliáceas y ligeramente suculentas a comúnmente petaloides; bractéolas florales en su mayoría 2 (algunas veces 1) por flor. Hipanto urceolado-campanulado o turbinado, más o menos trígono; lobos del cáliz 5, persistentes, generalmente fusionados basalmente para formar un tubo corto. Pétalos blancos a rosados, obovados a oblongos, glabros. Estambres 10, dimorfos; anteras 2-loculares, linear-oblongas, dehiscentes por medio de un único poro apical, ventralmente inclinado, el conectivo prolongado abajo de las tecas con un tubérculo dorsibasal obtuso y un apéndice solitario ventral grande (estambres antisépalos) o pequeño (estambres antipétalos). Ovario 3-locular, 1/2-3/4-ínfero, glabro y trígono; estilo glabro e inmerso en un cuello ovárico; estigma papiloso y ligeramente expandido. Fruto en cápsula triquetra, anchamente deprimida; semillas obovoide-piramidales, la testa inconspicuamente rugosa a papilada.

## Taxonomía
El género fue descrito por Triana ex Benth. & Hook.f. y publicado en Genera Plantarum 1: 732, 756. 1867. La especie tipo es: Monolena primuliflora Hook. f.	

## Especies aceptadas
A continuación se brinda un listado de las especies del género Monolena aceptadas hasta febrero de 2013, ordenadas alfabéticamente. Para cada una se indica el nombre binomial seguido del autor, abreviado según las convenciones y usos:
- Monolena dressleri R.H. Warner
- Monolena grandiloba R.H. Warner
- Monolena guatemalensis Donn. Sm.
- Monolena morleyi R.H. Warner
- Monolena multiflora R.H. Warner
- Monolena panamensis R.H. Warner
- Monolena primuliflora Hook. f.
- Monolena trichopoda R.H. Warner

## Biografía
1. Davidse, G., M. Sousa Sánchez, S. Knapp & F. Chiang Cabrera. (eds.) 2009. Cucurbitaceae a Polemoniaceae. Fl. Mesoamer. 4(1): 1–855.
2. Forzza, R. C. & et al. et al. 2010. 2010 Lista de espécies Flora do Brasil. https://web.archive.org/web/20150906080403/http://floradobrasil.jbrj.gov.br/2010/.
3. Idárraga-Piedrahíta, A., R. D. C. Ortiz, R. Callejas Posada & M. Merello. (eds.) 2011. Fl. Antioquia: Cat. 2: 9–939. Universidad de Antioquia, Medellín.
4. Warner, R. H. 2002. Systematics of the genus Monolena (Melastomataceae) in Central America. Proc. Calif. Acad. Sci., ser. 4, 53(9): 95–116.